# Kapten Röd
Kapten Röd, artistnamn för Björn Axel Tage Nilson, född 7 juli 1983
i Göteborg, är en svensk rappare, reggae-artist och producent från Majorna, Göteborg. 
Björn Nilson (Kapten Röd) har bland annat producerat General Knas och Calle P. Kapten Röds debutalbum Stjärnorna finns här släpptes under försommaren 2007. Han har sedan dess uppträtt på festivaler så som Urkult, Peace and Love, Putte i Parken, Sundsvalls gatufest, Emmaboda, Göteborgs Kulturkalas, Öland Roots, Trästockfestivalen, Eksjö Stadsfest med flera, gjort klubbspelningar och producerat beats åt bland andra Roffe Ruff, Million Stylez, Serengeti, Promoe, Ziggi och Stina Velocette.
Hösten 2007 spelade Kapten Röd, med kompbandet Majorerna, på en turné tillsammans med Svenska Akademien. Detta var den första två-aktsturnen inom svensk reggae.
Tidigare har Kapten Röd även släppt en 7"-singel: "Visa ingen nåd"/"En storm är på väg" där den förstnämnda är producerad av rapparen/producenten Hofmästarn som tillsammans med Kapten Röd och Tommy Tip utgör kollektivet Kungariket. I Kungariket ingår även riddim-bandet Majorerna (numera Ribbit Boom Band) som ofta ackompanjerar både Kapten Röd och Tommy Tip vid liveframträdanden. Kapten Röd har tidigare varit aktiv i Kingsfarm Guerilla under alias Frenemy.
Han mottog Spingo-stipendiet 2008.
Han släppte singeln "1.000.000 nollor" i slutet av år 2010 och albumet "Fläcken som aldrig går bort" den 6 juli 2011, vilken gick in direkt på plats 4 på Sverigetopplistan.
21 januari 2012 vann Kapten Röd P3 Guld i kategorierna årets artist och årets liveartist (Guldmicken) för 2011.
24 november 2012 deltog han i Kommunistiska partiets firande av 10-årsjubileet av Kommunistiska partiets kulturstipendium. Mellan 2012 och 2017 hade Kapten Röd ett uppehåll som artist, utan nya låtar eller turnéer.  Under sommaren 2017 gjorde han comeback med turnén "Hundralappen", som kännetecknades med att turnébiljetterna kostade 100 kronor.  Under 2020 släpptes en dokumentär om Hundralappen, gjord av Jonas Andréen. 
Den 27 september 2018 gjorde Kapten Röd sin sista spelning "på obestämd tid". 
I maj 2020 blev Kapten Röd ambassadör för Fryshuset. 
Under eventet "En Hemlig Artist" den 15 november 2024 där Huset spelade, kallades Kapten Röd in för att uppträda med två låtar.

## Diskografi

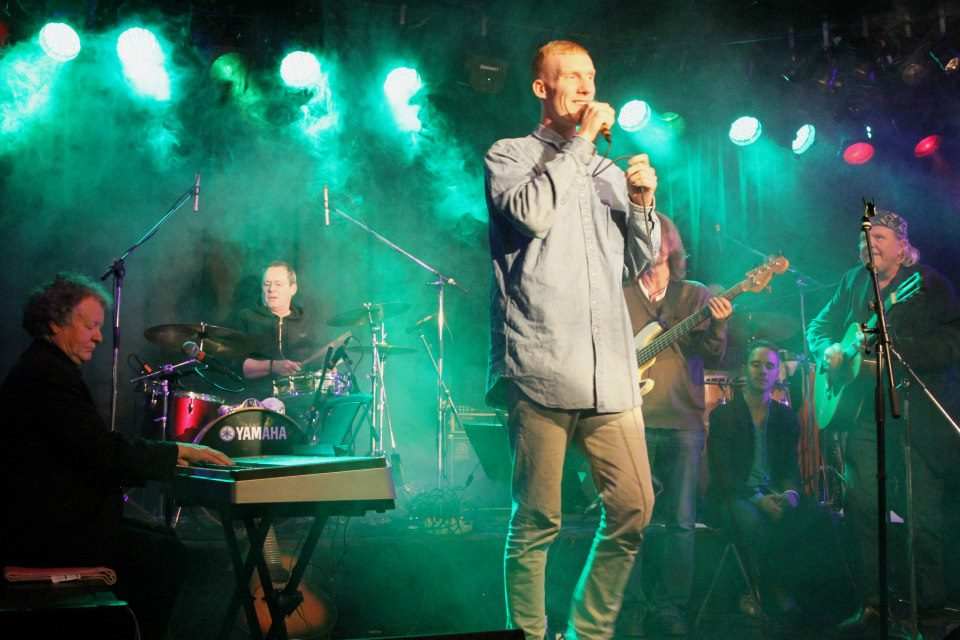
Kapten Röd framför sin låt Saknade vänner under utdelningen av Kommunistiska Partiets ungdomskulturstipendium - Spingo-stipendiet 2012.

### Studioalbum
- 2007: Stjärnorna finns här
- 2011: Fläcken som aldrig går bort

### Singlar
- 2005: "En storm är på väg"
- 2005: "Visa ingen nåd"
- 2006: "Kallakallacka"
- 2007: Stjärnorna finns här
- 2007: "Trasig"
- 2007: "Galenskap"
- 2010: "1.000.000 nollor"
- 2011: "Saknade vänner"
- 2011: "Ju mer dom spottar"
- 2011: "In kommer ting"
- 2012: "Pankman anthem"
- 2017: "Över min döda"
- 2017: "Rudeboy love"
- 2018: "Ögon Rinner Ner"